# Патрика
Патрика (итал. Patrica) је насеље у Италији у округу Фрозиноне, региону Лацио.
Према процени из 2011. у насељу је живело 471 становника. Насеље се налази на надморској висини од 404 м.

## Становништво
Према резултатима пописа становништва 2011. у општини је живело 3.084 становника.
| 1931. | 1936. | 1951. | 1961. | 1971. | 1981. | 1991. | 2001. | 2011. |
| ----- | ----- | ----- | ----- | ----- | ----- | ----- | ----- | ----- |
| 3.381 | 3.286 | 3.208 | 2.631 | 2.240 | 2.460 | 2.738 | 2.915 | 3.084 |